# Justin Gocke
Justin Gocke (* 31. Januar 1978  in Los Angeles, Kalifornien; † 8. September 2014 in Lancaster, Kalifornien) war ein US-amerikanischer Schauspieler.

## Leben
Justin Gocke wurde in Los Angeles, Kalifornien, als Sohn von Steve und Loren Gocke geboren. Als ehemaliger Kinderschauspieler ist er für seine Rolle als Brandon Capwell (1987–1993) in der Seifenoper California Clan bekannt, für die er einen Daytime Emmy Award als herausragender jüngerer Schauspieler in einer Dramaserie gewann. Er war auch in einem Film mit Farrah Fawcett im Jahr 1984, Das brennende Bett, sowie My Grandpa Is a Vampire zu sehen.
Gocke starb am 8. September 2014 an einer Schusswunde am Kopf; sein Tod wurde als Suizid eingestuft.

## Filmografie
- 1985: Godzilla 1985
- 1988: A Time of Destiny
- 1992: My Grandpa Is a Vampire